# Torsten Henrikson

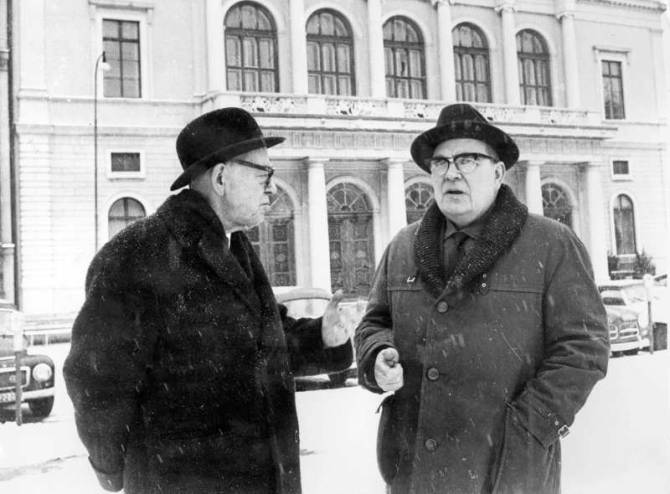
Harry Hjörne och Torsten Henrikson, 1963.

Carl Torsten Henrikson, född 3 augusti 1906 i Haga församling i Göteborg, död 5 september 1983 i Härlanda församling i Göteborg, var en svensk politiker (socialdemokrat), riksdagsledamot av andra kammaren 1933–1936. Bland annat var han ordförande i Göteborgs arbetarekommun 1946–1967 och kommunalråd (i Göteborg fram till 1966 kallat stadssekreterare) för stadsbyggnadsavdelningen i Göteborgs stad 1955–1970. Han hade talrika kommunala och statliga uppdrag och var ordförande vid Socialdemokraternas partikongress 1969 när Olof Palme valdes till partiledare.

## Biografi
Torsten Henrikson var son till Carl August Henrikson och Augusta Bräck. Han växte upp i en fattig och barnrik arbetarfamilj. Hemmet låg i Sävenäs i nordöstra Göteborg. Han slutade skolan vid 13 års ålder och började som sågverksarbetare vid AB Campoboardfabriken i Göteborg 1919–1921, därefter vid AB Värmlands Träindustri i Göteborg 1922–1930 och vid SKF 1934–1944. På 1930-talet hamnade han i en längre period av arbetslöshet, och ägnade sig då (1932–1933) åt studier vid Viskadalens folkhögskola, samt åt en redan tidigare inledd verksamhet som politiker.
Han engagerade sig aktivt bland annat i uppbyggnaden av den socialdemokratiska ungdomsrörelsen i västra Sverige. Arbetet inom ungdomsrörelsen fortsatte ett tag, men kompletterades senare med ett antal kommunala uppdrag och ledde därefter till att han fick ett mandat som riksdagsman (den dittills yngste) under perioden 1933–1936.
Inom socialdemokraterna bildade Albin Ström en falang som blev känd som "Strömmarna" där Henrikson ingick. När Ström lämnade partiet var Henrikson en av partikamraterna som följde med. Henrikson blev även Arbetarpostens första redaktör. Henrikson avgick 1937 som redaktör, då han tillsammans med Karl Kilbom återvände till socialdemokratin. 
Efter perioden i riksdagen arbetade han under några år på SKF i Göteborg, där han tog aktiv del i det fackliga arbetet och grundade en tidning för de anställda, "Vi på kulan". Parallellt med SKF-arbetet stärkte han successivt sin ställning inom det socialdemokratiska partiet och blev ledamot av Göteborgs stadsfullmäktige år 1943 och av styrelsen för Göteborgs arbetarekommun år 1944.
Under krigsåren var Henrikson vid sidan av sina fackliga och politiska uppdrag engagerad i Svenska Norgehjälpen och i försvarslånearbetet. 1945 lämnade han SKF för posten som redaktör för tidningen Hyresgästen, vilken han innehade fram till 1954.
År 1946 blev Henrikson ordförande för Göteborgs arbetarekommun och ett par år senare ledamot av styrelsen för Arbetarepartiet socialdemokraterna (SAP). 1955 blev han stadssekreterare och chef för stadsbyggnadsavdelningen (senare kallades stadssekreteraren istället kommunalråd). I den funktionen tog han initiativ till och genomdrev byggandet av bland annat Valhallabadet och (Nya) Ullevi, samt trafiklederna Tingstadstunneln och Älvsborgsbron. Han genomförde också de stora markköpen i Angered och Bergum.
Henrikson bidrog aktivt till att utforma och lokalt förankra svensk bostads- och miljöpolitik. Han prioriterade också fritids- och idrottsfrågor. På de nämnda områdena tog han initiativ till och var ordförande för Sveriges allmännyttiga bostadsföretag (SABO). Han blev ledamot i styrelserna för ämbetsverken Naturvårdsverket och Institutet för vatten- och luftvårdsforskning (IVL); det senare tillkom på hans initiativ. På området fritid och idrott var han ordförande i den statliga Fritidsutredningen, samt ledamot av Riksidrottsförbundets styrelse.
Torsten Henrikson gifte sig 1935 med Ester Johansson (1910–1972). De är begravda på Östra kyrkogården i Göteborg. Han var far till Bo Henrikson och Hans Henriksson.

## Inkorporeringen av Angered och Bergum
På 1960-talet hade Göteborgs kommun brist på mark för sitt planerade bostadsbyggande. Mark hade exproprierats i Högsbo och Västra Frölunda till stora kostnader. Henrikson utarbetade därför en hemlig plan om att köpa upp jordbruksmark i Angered och Bergum. Han såg till att chefredaktören för Göteborgs-Posten, Harry Hjörne (fp), var införstådd med planen. I mitten av 1960-talet hade man förvärvat 2 600 objekt till ett pris av 60 miljoner kronor. Det innebar att staden genom bulvaner ägde 45 procent av landarealen i Angered och 30 procent i Bergum. Därmed fick man det eftersträvade införlivningsbeslutet av staten och Angered och Bergum införlivades 1967 med Göteborg. Den 21 november 1965 hade Stockholms-Tidningen rubriken: "Markkupp i Chicagostil klarade bostadskris" och Dagens Nyheter hade den 3 juni 1979 en artikel med rubriken: "Han gjorde Sveriges djärvaste markkupp - och fick Hjörne och GP att hålla tyst om saken".

## Sammanställning av uppdrag
Henrikson var ledamot av riksdagens andra kammare 1933–1936, av hyresregleringskommittén 1951–1954, av idrottsutredningen 1955–1957, av studentbostadsutredningen 1957 och av parkeringsutredningen från 1960.
Han var ledamot av Göteborgs stadsfullmäktige från 1943, varav som andre vice ordförande 1951–1954, av taxeringsnämnden i stadens 41:a distrikt 1932, av styrelsen för Renströmska badanstalterna 1944–1954, varav som ordförande 1947–1954, av folkskolestyrelsen 1944–1945, av skolnämnden i Frölundadistriktet som ordförande 1945, av folkskolestyrelsens hälso- och sjukvårdsnämnd 1945, av styrelsen för Göteborgs stads bostads AB från 1945, varav som ordförande från 1947, av styrelsen för föreningen Härskogens friluftsgård som vice ordförande 1946–1954, av stadskollegiet 1947–1954, av drätselkammarens andra avdelning 1947–1954, varav som ordförande 1952–1954, av Göteborgs stads reklamnämnd som ordförande 1947–1950, av drätselkammarens gatunamnsberedning 1948–1954, varav som vice ordförande 1949–1954, av styrelsen för stiftelsen Familjebostäder i Göteborg 1950–1954, av skogsnämnden 1952–1954, av styrelsen för Göteborgs och Bohus läns turisttrafikförbund från 1952, varav som vice ordförande från 1960, av förbundsdirektionen för regionplaneförbundet för Göteborg med omgivning 1954, av styrelsen för Göteborgs idrottsförbund som ordförande från 1957, av styrelsen för Göteborgs distrikts idrottsförbund från 1960, av styrelsen för Sveriges riksidrottsförbund från 1960, av styrelsen för Svenska stadsförbundet från 1960 och av styrelsen för Stiftelsen för Västsvenska fritidsområden från 1962.
Han var ledamot av beredningen för frilufts- och bastubad (motionär) som ordförande 1943–1945, av valkommittén 1946, av byggnadskommittén för Valhallabadet som ordförande 1949–1958, av beredningen för de ensamståendes bostadsfråga 1949–1952, av beredningen för förläggande av ett segelfartyg i Göteborgs hamn 1951–1952, av beredningen för anlitande av olika organisationer som remissorgan 1951–1952, av planeringsberedningen 1954–1955, av Stor-Göteborgskommittén från 1958, revisor för Gårda skolbarnhem 1932–1933 och för Örgryte barnavårdssällskap 1932–1933. Henrikson var ledamot av styrelsen för stadsfullmäktiges socialdemokratiska grupp från 1947, hela tiden som sekreterare, ledamot av styrelsen för stadsfullmäktiges diskussionsklubb från 1952, hela tiden som skattmästare.
Han var ledamot av kyrkofullmäktige i Örgryte församling 1933–1934.
Han var ledamot av styrelsen för Svenska sågverksindustriarbetareförbundets avdelning nr 55 i Göteborg 1926–1930 och av styrelsen för Svenska metallindustriarbetareförbundets avdelning nr 41 i Göteborg 1940–1942, ordförande i SKF:s studiekommitté 1938–1944, ordförande i den socialdemokratiska ungdomsklubben Aktiv 1929–1932, ledamot av styrelsen för Göteborgs arbetarekommun från 1944, varav som kassaförvaltare 1944, förste vice ordförande 1945 och ordförande från 1946. Henrikson var ledamot av styrelsen för Sveriges socialdemokratiska parti från 1948.

## Kuriosa
Torsten Henriksons gångbro, mellan Nordstans köpcentrum och Lilla Bommen i Göteborg var uppkallad efter honom.
Bron var i bruk mellan november 1988 och maj 2020 men i juni samma år revs bron då marken som den stod på behövs för de byggprojekt som pågår i området, t.ex. Västlänken.